# Adoretus geyri
Adoretus geyri är en skalbaggsart som beskrevs av Ohaus 1917. Adoretus geyri ingår i släktet Adoretus och familjen Rutelidae. Inga underarter finns listade i Catalogue of Life.